# Robinson Ekspeditionen 2008
Robinson Ekspeditionen 2008 var den 11. udgave af af det danske realityshow Robinson Ekspeditionen og blev sendt på dansk TV3. Sæsonen havde premiere i dansk tv den 1. september 2008 og blev optaget i sommeren 2008 i Malaysia. 
Daniela vandt sæsonen ved i finalen at besejre Hilde i plat og krone, eller som i det her tilfælde dødningehoved mod R (Robinson).

## Deltagerne

### TeamParadise Hotel
- Mads Jensen (2005)
- Benjamin Knudsen (2005)
- Mirja Østergaard (2006)
- Daniella Hansen (2006)
- Emil Debski (2006)
- Marie Haugaard Nielsen (2007)
- Michelle B. Jensen (2007)
- Karina Strunge (2008)
- Jacob Hansen (2008)

- Haider Mohammad (2008)
- Nick Zitoni (2008 og 2010)

### Team "Udfordrene"
- Hilde Austad – 29 – bartender
- Bertel Funch – 43 – brandmand
- Jeanett Werin – 41 – gårdmand
- Bo Esbensen – 48 – projektmanegement
- Martin Persson – 30 – pædagog
- Tina Grace Herluf – 40 – sekretær
- Henrik Peter Ljungström – 39 – distriktschef
- Sheila Nymann – 25 – personlig træner
- Chiro 'Sido' Kiarie – 33 – kundekonsulent
- Jan Novaa – 41 – negletekniker

## Finalen
Daniela, Emil og Hilde var i finalen. De skulle afgøre hvem der skulle være de sidste to ved at se hvem der klarede sig bedst i Robinson-klassikeren planken, som går ud på at holde balancen længst tid på en ca. 7 cm. bred planke på havet. Denne dyst vandt Hilde og hun havde nu mulighed for at stemme en af de andre hjem. Her sagde Daniela med tårer i øjnene at Hilde skulle lade Emil gå i finalen i stedet for hende, da hun mente han var den eneste fortjente vinder, men Hilde som Emil tidligere have reddet, sagde: "Jeg sender Emil ud for min egen chance!". Et valg der skabte meget røre blandt Robinson-seere, da Emil i manges øjne var den rigtige, og mest værdige vinder med sit meget taktiske spil, sin fysiske styrke samt at have slået verdensrekord i Survivor/Robinson-regi med 11 holdsejre i træk, samt 7 individuelle sejre i dyster og kappestrider.
Juryen, der bestod af de otte sidst udstemte deltagere, skulle herefter stemme om hvem af de to finalister der skulle være årets Robinson. I juryen stemte Emil, Martin, Haider og Jan på Daniela, mens Laila, Michelle, Mads og Sido stemte på Hilde. Dermed stod det lige mellem de to finalister. Juryen fik dernæst 15 min. til at blive enige om en vinder. Dette formåede de ikke og vinderen skulle derfor bestemmes ved at slå plat og krone.
Hilde startede med at kaste. Hun kastede mønten op i luften og den landede på dødningehovedet. Daniela kastede derefter, velvidende om at hun skulle kaste mønten så siden med "R" vendte opad, for at blive Årets Robinson 2008 og 500.000 kr. rigere.
Hun slog "R" og løb derfor med titlen som Årets Robinson 2008.

## Efterfølgende begivenheder
Efterfølgende har flere deltagere, samt seere ytret at Emil var den eneste , reele vinder og at Daniela på ingen måde var værdig til trofæet, bl.a. eksemplisificeret ved at Daniela på et tidspunkt i ekspeditionen valgte at spise pølser i stedet for at dyste om overlevelse og stemmeret, samt at hun ikke formåede at vinde én eneste individuel dyst eller kappestrid. Modsat har andre ytret at hvis Daniela ikke var en værdig Robinson skulle de andre deltagere have stemt hende hjem i stedet for at stemme de formodede største konkurrenter hjem.
Programmets vært var Jakob Kjeldbjerg for 5. gang i træk. Gevinsten var ligesom sidste år på 500.000 kr.